# Am Mellensee
Am Mellensee là một đô thị thuộc huyện Teltow-Fläming, bang Brandenburg, Đức. Đô thị Am Mellensee có diện tích 104,41 km², dân số thời điểm 31 tháng 12 năm 2006 là 6648 người.